# Transientes myeloproliferatives Syndrom
Das Transiente myeloproliferative Syndrom (TMD) ist eine leukämoide Reaktion bei Neugeborenen. Die meisten der Betroffenen haben das Down-Syndrom.
Synonyme sind: Transiente abnormale Myelopoese; Transiente myeloproliferative Krankheit
Die Erstbeschreibung stammt aus dem Jahre 1951 vom US-amerikanischen Pathologen William G. Bernhard und Mitarbeiter.

## Verbreitung
Blutbildveränderungen sind beim Down-Syndrom besonders während der Kindheit häufig. Das Risiko einer Leukämie ist 10- bis 20-fach erhöht. Zusätzlich tritt häufig eine TMD während der Neugeborenenzeit oder als Kleinkind auf.

## Ursache
Der Erkrankung liegen Mutationen auf Chromosom 21 Genort q11.2 zugrunde.

## Klinische Erscheinungen
Klinische Kriterien sind:
TMD entwickelt sich bereits im Mutterleib (intrauterin), kann bereits dann oder während der ersten Lebensmonate diagnostiziert werden und bildet sich spontan und komplett zurück.
Trotzdem kann es zu Schädigung verschiedener Organe kommen und in etwa 20 % zum Ableben. Bei etwa 10 % der Betroffenen mit TMD entwickelt sich in den nächsten 5 Jahren eine akute myeloische Leukämie, megakaryoblastischer Subtyp  (AmkL).